# 朝鮮基督教聯盟
朝鮮基督教聯盟（韓語：조선그리스도교련맹）是朝鮮民主主義人民共和國國家控制的基督新教組織，成立於1946年，相當於朝鮮民主主義人民共和國政府與朝鲜民主主义人民共和国基督教的中介。聯盟現包括有12,000餘名新教徒。
有時朝鮮基督教聯盟也充當或代替政府間對話角色，特別是參與朝韓問題會談。

## 关联条目
- 康良煜
- 朝鲜半岛基督教
- 朝鮮天主教協會
- 朝鮮佛教徒聯盟
- 朝鮮天道教會中央指導委員會
- 中国基督教协会
- 中国基督教三自爱国运动委员会